# Tamme staadion
Tamme staadion é um estádio multi-uso localizado na cidade de Tartu, Estónia. Atualmente o estádio abriga partidas de futebol do Tammeka Tartu.